# Makaya Nsilulu
Makaya Nsilulu (ur. 5 maja 1977) – piłkarz z Demokratycznej Republiki Konga grający na pozycji pomocnika.

## Kariera klubowa
W swojej karierze piłkarskiej Nsilulu grał między innymi w tunezyjskich klubach Espérance Tunis, AS Djerba i Espérance Zarzis, szwajcarskim Neuchâtel Xamax i libijskim Al-Ahly Trypolis. Z Espérance Tunis trzykrotnie wywalczył mistrzostwo Tunezji (1999, 2000, 2001) i jeden raz Puchar Tunezji (1999).

## Kariera reprezentacyjna
W reprezentacji Demokratycznej Republiki Konga Nsilulu zadebiutował w 1999 roku. W 2000 roku rozegrał 3 mecze w Pucharze Narodów Afryki 2000: z Algierią (0:0), z Republiką Południowej Afryki (0:1) i z Gabonem (0:0).